# Nerf ulnaire
Le nerf ulnaire (ou nerf cubital en ancienne nomenclature) est un nerf moteur et sensitif du membre supérieur chez l'Homme.

## Origine
Le nerf ulnaire est une branche terminale du plexus brachial. Ses fibres proviennent de C8 et T1. Il nait du tronc secondaire antéro-interne du plexus derrière le muscle petit pectoral.

## Trajet
Le nerf ulnaire chemine le long de la face interne de l'artère axillaire. Il se dirige en bas et en dehors puis traverse le septum intermusculaire médial du bras pour se poursuivre dans la loge brachiale postérieure. Il passe dans la gouttière postérieure de l'épicondyle médial de l'humérus puis rejoint le poignet dans la partie médiale de la loge antébrachiale antérieure. Il passe dans le canal ulnaire avant de se terminer en deux branches terminales : une profonde motrice et une superficielle sensitive.

### Creux axillaire
Dans le creux axillaire, le nerf ulnaire est en rapport avec
- en avant les muscles petit et grand pectoral,
- en arrière le muscle subscapulaire,
- en dedans le muscle grand dentelé,
- en dehors le muscle coracobrachial et le chef court du muscle biceps brachial.

Il fait partie du paquet vasculo-nerveux du creux axillaire avec
- en dedans la veine axillaire et le nerf cutané médial de l'avant-bras,
- en dehors l'artère axillaire, le nerf médian et le nerf musculo-cutané,
- en arrière les nerfs du muscle grand rond et du muscle grand dorsal, l'artère et la veine subscapulaire.

### Bras
Le nerf ulnaire chemine en haut du bras dans le canal brachial en arrière du muscle biceps brachial, devant le septum intermusculaire médial du bras, en dedans du muscle coracobrachial et en dehors du fascia brachial.
Il fait partie du paquet vasculo-nerveux composé en dehors de l'artère brachiale et du nerf médian et en dedans de la veine basilique, de la veine brachiale interne et du nerf cutané médial de l'avant-bras.
Dans la moitié inférieure du bras, il passe à travers le septum intermusculaire médial du bras pour passer la loge brachiale postérieure où il accompagne l'artère collatérale ulnaire supérieure et ses veines satellites.

### Coude
Le nerf ulnaire rejoint l'avant-bras en passant par la gouttière épitrochléo-olécranienne formée par la face postérieure de l'épicondyle médial de l'humérus, la face interne de l'olécrane et le fascia antébrachial. Il pénètre dans l'avant-bras en passant sous le chef huméral du muscle fléchisseur ulnaire du carpe.

### Avant-bras
Le nerf ulnaire accompagne le muscle fléchisseur ulnaire du carpe la loge antébrachiale antérieure. En passant entre le tendon de ce dernier muscle et le tendon correspondant à l'annulaire du muscle fléchisseur superficiel des doigts , il devient superficiel. L'artère et les veines ulnaires suivent le nerf dans cette partie de son trajet.
Le nerf ulnaire se termine 5 cm au-dessus du poignet.

## Branches
Le nerf ulnaire fournit au niveau du un nerf articulaire pour l'articulation du coude ainsi que des rameaux musculaires pour le muscle fléchisseur ulnaire du carpe et les quatrième et cinquième chef du muscle fléchisseur profond des doigts.
Le nerf ulnaire se termine environ 5 cm au-dessus du poignet par deux branches terminales : le rameau palmaire et le rameau dorsal du nerf ulnaire.

### Remarque
Certains auteurs considèrent les rameaux superficiel et profond du nerf ulnaire comme les branches terminales du nerf ulnaire et que le nerf ulnaire lui-même se poursuit jusqu’en dessous du rétinaculum des fléchisseurs.

## Zone d'innervation

### Innervation motrice
Le nerf ulnaire fournit l'innervation motrice :
- du muscle fléchisseur ulnaire du carpe,
- des quatrième et cinquième chef du muscle fléchisseur profond des doigts,

et par l'intermédiaire de son rameau palmaire et de sa branche profonde :
- des muscles interosseux palmaires et dorsaux,
- des quatrième  et cinquième  muscles lombricaux,
- du muscle opposant du petit doigt de la main,
- du muscle abducteur du petit doigt de la main,
- du muscle court fléchisseur du petit doigt,
- du chef profond du muscle court fléchisseur du pouce,
- du muscle adducteur du pouce,
- du muscle court palmaire.

### Innervation sensitive

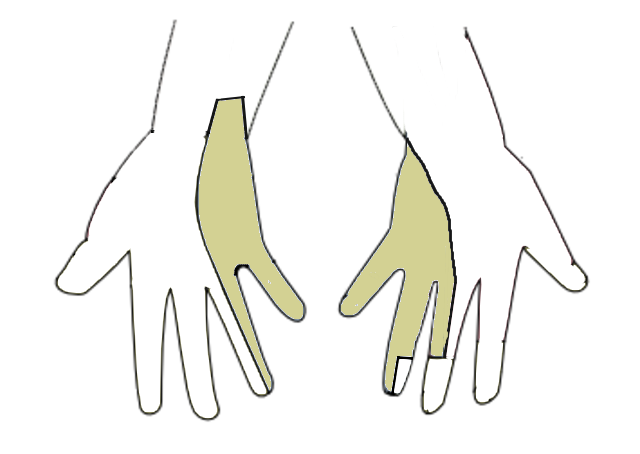
Zone d'innervation du nerf ulnaire

Par l'intermédiaire du rameau dorsal et du rameau superficiel du rameau palmaire, il véhicule la sensibilité :
- de la face dorsale du cinquième doigt,
- de la face dorsale médiale du quatrième doigt et la partie proximale de sa face dorsale latérale,
- de la partie proximale de sa face dorsale médiale du troisième doigt,
- d'une partie de la face palmaire médiale du poignet,
- de l'éminence hypothénar,
- de la face palmaire du cinquième doigt,
- de la moitié médiale de la face palmaire du quatrième doigt.

## Aspect clinique
Une lésion du nerf ulnaire entraîne les signes suivants :
- la main prend un aspect de griffe cubitale par hyper-extension des phalanges proximales et de la flexion des phalanges médianes des quatrième et cinquième doigts ;
- une diminution du rapprochement et de l'écartement des doigts ;
- la disparition de l'adduction du pouce (signe de Froment) ;
- l'altération de l'opposition pouce - auriculaire ;
- la disparition de l'adduction et réduction de la flexion du poignet ;
- la réduction de la flexion des phalanges distales des quatrième et cinquième doigts ;
- des troubles sensitifs de la main dans la zone innervée par le nerf ulnaire.

La répartition des signes permet de différencier le niveau d'atteinte entre le coude et le canal ulnaire : dans une atteinte au niveau du canal ulnaire la main en griffe est plus prononcée et la sensibilité dorsale de la main est préservée.
La lésion peut être traumatique (luxation du coude, fracture brachiale ou antébrachiale) ou conséquence d'une neuropathie.
Le nerf ulnaire étant superficiel au niveau du coude et de la main, les troubles peuvent apparaître à la suite de mouvements ou de postures récurrentes en particulier dans le travail : utilisation d'une souris informatique, appui du coude pour les chauffeurs professionnels ou dans le cadre sportif comme dans le cyclisme.
En particulier tous micro-traumatismes répétitifs au niveau palmaire peuvent entraîner un syndrome du canal de Guyon.
Le nerf ulnaire passe entre la peau et l'épicondyle médial de l'humérus. Un choc sur l'épicondyle, couramment appelé le coup du petit juif, compresse donc le nerf, provoquant une sensation évoquant une décharge électrique dans tout l'avant-bras.